# Louise Moillon

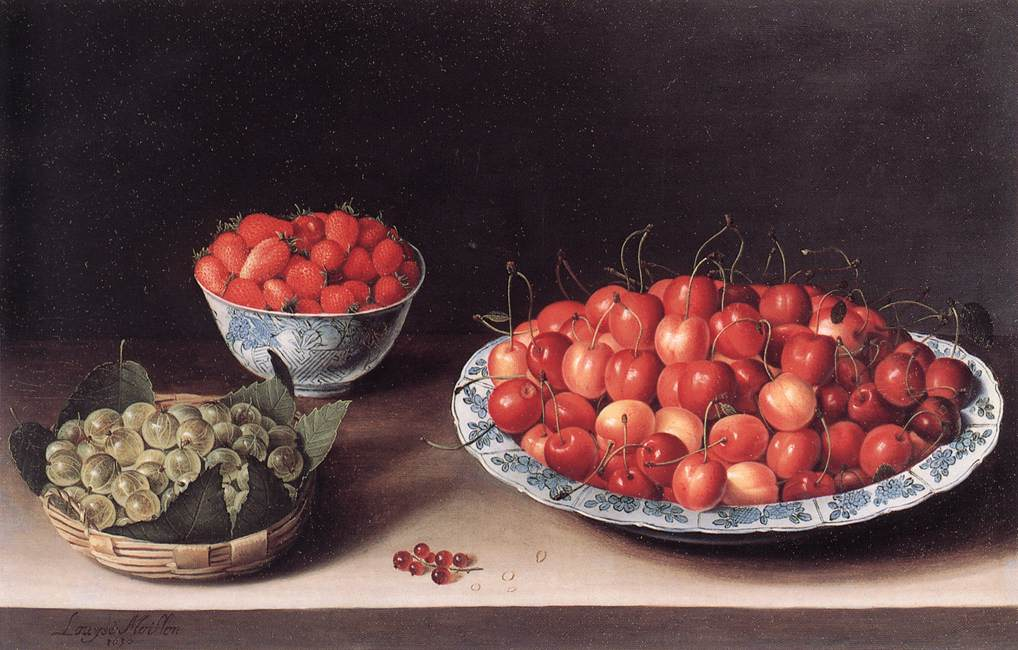
„Natură moartă cu cireşe, căpşuni şi coacăze” (1630)

Louise Moillon (n. 1610, Paris — d. 1696) este o pictoriță din Franța, care a activat în perioada barocului.

## Biografie
S-a născut la Paris în 1610 într-o familie protestantă de pictori, fiica pictorului Nicolas Moillon, care a murit în 1619. Mama sa s-a recăsătorit în anul următor cu François Garnier, pictor specializat în naturi moarte. Cu cei doi și-a desăvârșit formația artistică. Fratele său, Isaac Moillon a fost de asemenea pictor.
A lucrat intens până în 1640, dată la care se căsătorește cu un hughenot, negustor de lemne din Paris. Începând cu acest an, creațiile sale se diminuează ca număr.
După ce, în 1685, a fost revocat edictul din Nantes, familia sa a fost persecutată, o parte alegând calea exilului, alții acceptând convertirea la catolicism.

## Operă

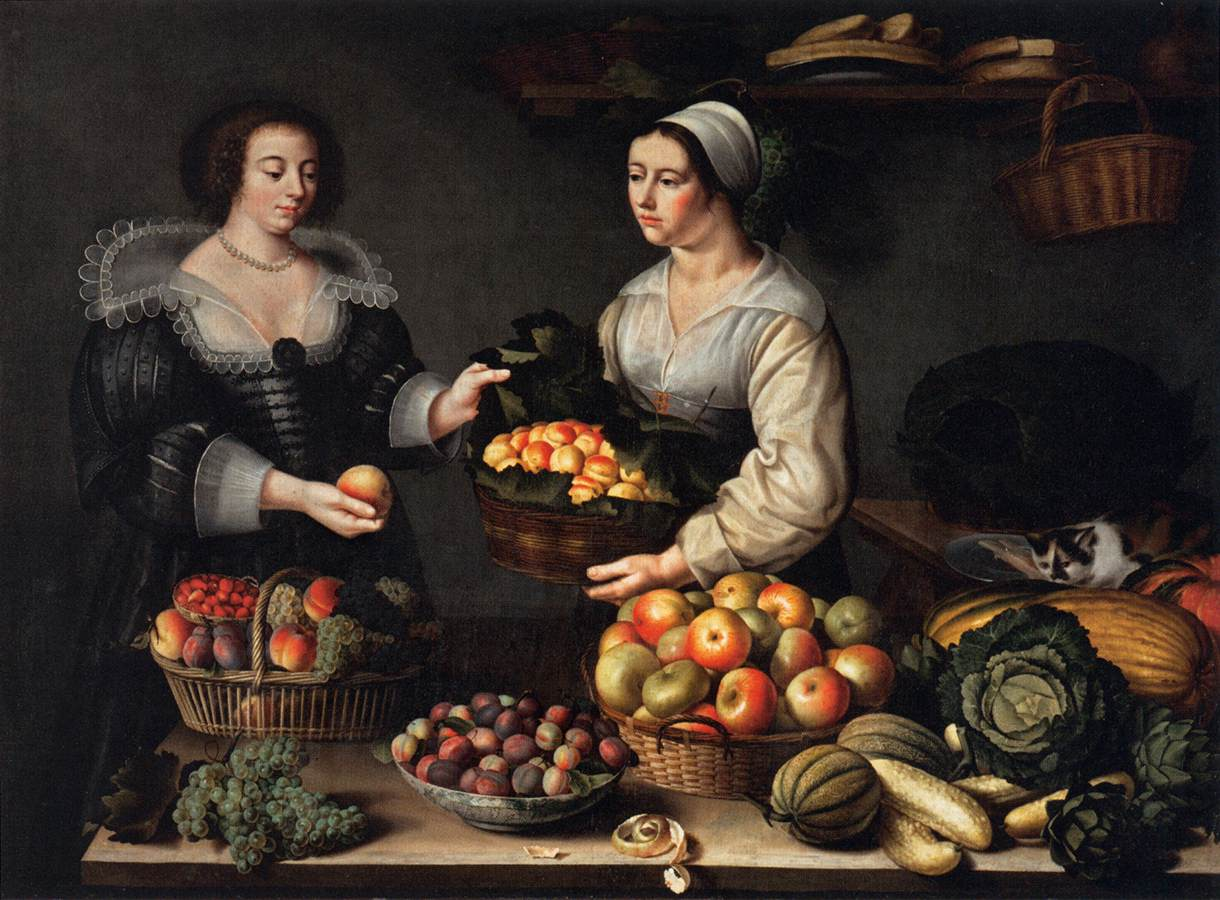
„Vânzătoare de fructe şi legume” (1631)

Louise Moillon ocupă un loc de prim plan în genul naturilor moarte cu fructe, pe care uneori le însoțește de figuri umane. Tablourile sale se împart în două perioade: operele de tinerețe și operele de maturitate. Între 1630 și 1640 se confirmă ca unul din cei mai importanți pictori francezi de naturi moarte din secolul al XVII-lea și se impune ca una din femeile pictor celebre. Printre clienții săi s-a numărat și regele Carol I al Angliei.